# Aridarum burttii
Aridarum burttii är en kallaväxtart som beskrevs av Josef Bogner och Dan Henry Nicolson. Aridarum burttii ingår i släktet Aridarum och familjen kallaväxter. Inga underarter finns listade.